# 沖縄県道68号線
沖縄県道68号線（おきなわけんどう68ごうせん）は、かつて沖縄県豊見城市名嘉地と上田とを結んでいた一般県道である。2017年3月に、国道331号豊見城道路および糸満道路の旧道区間（豊見城市名嘉地-糸満市真栄里）と統合して沖縄県道256号豊見城糸満線となり廃止された。県道11号線とともに都市計画道路「豊見城中央線」として指定されていた。

## 概要（廃止時点）

### 区間
- 起点・豊見城市字名嘉地（国道331号・那覇空港自動車道（国道506号）・沖縄県道231号那覇空港線）
- 終点・豊見城市字上田（沖縄県道7号奥武山米須線・沖縄県道11号線・沖縄県道249号東風平豊見城線）
- 総延長・1.7km（実延長も同じ）

### 通過自治体
- 豊見城市

### 交差する路線
- 国道331号（起点）
- 那覇空港自動車道（国道506号）豊見城東道路
  - 豊見城・名嘉地インターチェンジ（起点）
- 沖縄県道231号那覇空港線（起点）
- 沖縄県道249号東風平豊見城線（豊見城市宜保-翁長方面、終点-東風平方面・県道11号と重複）
- 沖縄県道7号奥武山米須線（終点）
- 沖縄県道11号線（終点・県道東風平豊見城線も重複）

### 重複する路線
- 沖縄県道249号東風平豊見城線（豊見城市宜保 - 終点）

### 以前あった主要施設
- 豊見城市役所（2003年（平成15年）に翁長の国道331号沿いに移転）

### 路線バス
- 45番・与根線（那覇バス） 渡橋名入口 - 上田交差点
- 55番・牧港線（琉球バス交通） 名嘉地交差点（我那覇） - 宜保
- 88番・宜野湾線（琉球バス交通） 名嘉地交差点（我那覇） - 宜保
- 98番・琉大（バイパス）線（琉球バス交通） 名嘉地交差点（我那覇） - 宜保
- 101番・平和台安謝線（那覇バス） 全区間
- 105番・豊見城市内一周線（琉球バス交通） 我那覇 - 上田交差点

## 歴史・特徴
- 1953年（昭和28年）に琉球政府道68号線として指定。1972年（昭和47年）の本土復帰と同時に県道68号線となる。
- 国道331号方面から県道7号方面に向かう市内唯一の道路であるため、県道7号方面に向かって渋滞するが、2003年（平成15年）に那覇空港自動車道が豊見城インターチェンジまで開通後は同自動車道や沖縄自動車道から西原JCT経由で那覇空港へ向かう車両がこの路線を利用するため、国道331号方面へも交通量が多くなっている。
- 2017年に国道331号の本線が沖縄西海岸道路豊見城道路および糸満道路に移ったため（糸満道路全線完成4車線開通による）、並行する旧道（豊見城市名嘉地-糸満市真栄里）と合わせて沖縄県道256号豊見城糸満線に統合され廃止となった。[1]